# Shanwanzi
Shanwanzi (kinesiska: 山湾子, 山湾子乡) är en socken i Kina. Den ligger i provinsen Hebei, i den norra delen av landet, omkring 300 kilometer nordost om huvudstaden Peking. Antalet invånare är 8 155. Befolkningen består av 3 994 kvinnor och 4 161 män. Barn under 15 år utgör 21,0 %, vuxna 15-64 år 70 %, och äldre över 65 år 8,0 %.
Genomsnittlig årsnederbörd är 590 millimeter. Den regnigaste månaden är juni, med i genomsnitt 158 mm nederbörd, och den torraste är januari, med 2 mm nederbörd.